# Bais Baru
Bais Baru is een bestuurslaag in het regentschap Nias Selatan van de provincie Noord-Sumatra, Indonesië. Bais Baru telt 286 inwoners (volkstelling 2010).